# Maquilingia malaita
Maquilingia malaita är en tvåvingeart som beskrevs av Charles Howard Curran 1936. Maquilingia malaita ingår i släktet Maquilingia och familjen lövflugor. Inga underarter finns listade i Catalogue of Life.